# Крайовеску
Крайовеску (на румънски: Craiovești) е болярска фамилия на династично семейство във Влашко и в частност в земите около Крайова и Каракал, откъдето идва и името на днешния голям румънски град Крайова. Крайовеску събират фиск и от Видинско и са сродени с представители на фамилията Михалоглу от Плевен чрез Мария Крайовеску – съпруга на Али бей Михалоглу.
Носят титулите господар и войвода. Видният румънски историк Щефанеску, анализирайки първата част от Кантакузиновата хроника, достига до извода, че всъщност легендарните сведения за Басарабите се отнасят назад във времето до първия представител на рода Крайовеску – Барбу I Крайовеску, който владее Олтения в годините между 1495 и 1520 г. 
Първите писмени сведения за болярската фамилия датират от края на 15 век. Според писмени данни болярската фамилия притежава 132 села и имения (182 поземлени имота) и е ктиторска на манастира „Бистрица“.
В началото на 16 век Крайовеску са в открит конфликт с княз Михня I Реу, след което техен представител в лицето на Нягое I Басараб застава начело на Влашко. Крайовеску са преследвани при управлението на Мирчо V Чобан, а Михня Турчина лишава фамилията от част от наследствените им владения.
Бранковяну или Брънковяну е клон на фамилията. Представители на фамилията господстват във Влашко до 1715 г., когато са заменени от фанариотите. Въпреки това те остават сред водещите фигури в политиката на Влашко до края на XVIII – началото на XIX в. Бан Григор Бранковяну е водач на регентския съвет след смъртта на Александър IX Суцу. Последният представител на рода Григор Бранковяну през 1833 г. осиновява Зое Маврокордато (1805 – 1882), бъдещата съпруга на принц Георгий III Дмитрий Бибеску и техните деца носят името и титлата на рода, но във варианта Бранкован.

## Видни представители на рода
- Барбу Крайовеску
- Нягое I Басараб
- Теодосий I (Влахия)
- Раду X Щербан
- Матей I Басараб
- Константин I Щербан Басараб
- Щербан I Кантакузин
- Константин Бранковяну